# Vivienda de Abajo Urbana
Vivienda de Abajo Urbana är en ort i Mexiko.   Den ligger i kommunen San Miguel de Allende och delstaten Guanajuato, i den centrala delen av landet, 240 km nordväst om huvudstaden Mexico City. Vivienda de Abajo Urbana ligger 1 862 meter över havet och antalet invånare är 317.
Terrängen runt Vivienda de Abajo Urbana är platt åt nordväst, men åt sydost är den kuperad. Runt Vivienda de Abajo Urbana är det ganska tätbefolkat, med 96 invånare per kvadratkilometer. Närmaste större samhälle är San Miguel de Allende, 7,1 km öster om Vivienda de Abajo Urbana. Trakten runt Vivienda de Abajo Urbana består i huvudsak av gräsmarker.